# الطنابة المكرن (طناجة)
الطنابة المكرن هو دُوَّار يقع بجماعة مڭرن، إقليم القنيطرة، جهة الرباط سلا القنيطرة في المملكة المغربية. ينتمي الدوّار لمشيخة طناجة التي تضم 11 دوار. يقدر عدد سكانه بـ 1687 نسمة حسب الإحصاء الرسمي للسكان والسكنى لسنة 2004.

## روابط خارجية
- البوابة الوطنية للجماعات الترابية
- المندوبية السامية للتخطيط